# Серпико
Серпико (енгл. Serpico) је биографски филм из 1973. године, који је режирао Сидни Лумет, са сценаријом који су писали Волдо Солт и Норман Векслер. Главну улогу тумачи Ал Пачино као неподмитљиви њујоршки полицајац Френк Серпико.
Искрени њујоршки полицајац открива велику корупцију у локалној полицији, надајући се да ће се отарасити корумпираних елемената. Али његови нечасни другови окрећу се против њега.

## Радња
Радећи као полицајац у патроли, Френк Серпико (Ал Пачино) преузима сваки задатак. Он полако открива скривени свет корупције међу својим колегама полицајцима. Након што је видео како полицајци врше насиље, примају мито и друге облике полицијске корупције, Серпико је одлучио да пријави оно што је видео, што је довело до тога да су га колеге малтретирале и претиле. Његова свађа са полицијом доводи и до проблема у личним односима и угрожавања живота. Коначно, након што је упуцан током претраге дроге 3. фебруара 1971., сведочио је пред Кнаповом комисијом, владиној истрази о корупцији, у полицији у Њујорка између 1970. и 1972. Након што је добио Орден части од полиције у Њујорку и инвалидску пензију, Серпико је дао отказ у полицији и преселио се у Швајцарску.

## Улоге
| Глумац           | Улога                                    |
| ---------------- | ---------------------------------------- |
| Ал Пачино        | Френк Серпико                            |
| Џон Рендолф      | начелник полиције Сидни Грин             |
| Џек Кихоу        | Том Кио                                  |
| Биф Мегвајер     | капетан Меклејн                          |
| Барбара Ида-Јанг | Лори                                     |
| Корнелија Шарп   | Лесли                                    |
| Едвард Гровер    | инспектор Ламбардо                       |
| Тони Робертс     | Боб Блер                                 |
| Алан Рич         | окружни тужилац Херман Таубер            |
| Алберт Хендерсон | Пелус                                    |
| Џозеф Бова       | Потс                                     |
| Вуди Кинг мл.    | Лери                                     |
| Џејмс Толкан     | поручник Стајгер                         |
| Бернард Бероу    | инспектор Рој Палмер                     |
| Нејтан Џорџ      | поручник Нејт Смит                       |
| М. Емет Волш     | Галагер                                  |
| Ричард Форонџи   | Корсаро                                  |
| Ф. Мари Ејбрахам | Серпиков партнер (непотписан)            |
| Џад Херш         | болнички полицијски стражар (непотписан) |
| Трејси Волтер    | уличар (непотписан)                      |